# James Haskell
Pour les articles homonymes, voir Haskell (homonymie).

a Compétitions nationales et continentales officielles uniquement.

b Matchs officiels uniquement.
Dernière mise à jour le 8 mai 2019.
James Andrew Welbon Haskell, né le 2 avril 1985 à Windsor (Angleterre), est un joueur de rugby à XV et à sept anglais. Il joue en équipe d'Angleterre et évolue au poste de troisième ligne aile.

## Biographie

### Carrière en clubs
Il a débuté en championnat d'Angleterre en septembre 2003 contre les Harlequins à tout juste 18 ans, battant un record de précocité pour les Wasps. En 2014, il devient le capitaine des London Wasps.
Pourtant courtisé par plusieurs clubs de Top 14, James Haskell quitte les Wasps en fin de saison 2017-2018 mais décide de poursuivre sa carrière outre-Manche en signant chez les Saints de Northampton le 14 mai 2018.
Le 7 mai 2019, James Haskell annonce qu'il mettra un terme à sa carrière professionnelle à la fin de la saison 2018-2019, à l'âge de 34 ans.

### Carrière en équipe nationale
En 2007 il intègre l'équipe d'Angleterre A, et à la suite de la défaite historique 43-13 de l'Angleterre à Croke Park contre l'équipe d'Irlande il intègre le groupe de joueurs retenus avec l'équipe d'Angleterre pour le match contre l'équipe de France ; finalement il honore sa première cape internationale le 17 mars contre l'équipe du pays de Galles.

### Télévision
Le 17 novembre 2019 il débute l'aventure en tant que participant de la 19e saison de l'émission à succès britannique I'm a Celebrity… Get Me Out of Here!. Dans la jungle il retrouve notamment Caitlyn Jenner, Ian Wright ou encore Nadine Coyle.
Au bout de 17 jours de compétition il est éliminé.

## Palmarès

### En club
- Champion d'Angleterre : 2004, 2005, 2008
- Vainqueur de la Coupe d'Europe : 2004, 2007
- Vainqueur de la Coupe anglo-galloise en 2006
- Finaliste du Challenge européen en 2011

### En équipe nationale
- 62 sélections
- 20 points (4 essais)
- Sélections par année : 2 en 2007, 11 en 2008, 9 en 2009, 6 en 2010, 13 en 2011, 3 en 2012, 5 en 2013, 3 en 2014, 9 en 2015
- Vainqueur du Tournoi des Six Nations : 2011,  2017
- Tournoi des Six Nations disputés : 2007, 2008, 2009, 2010,  2011, 2013, 2015,  2016,  2017

James Haskell dispute une édition de la Coupe du monde, en 2015, où il obtient quatre sélections, contre les Fidji, le pays de Galles, l'Australie et l'Uruguay.
- Équipe d'Angleterre -21 ans : participation au championnat du monde 2005 en Argentine et vainqueur du Grand chelem en 2006
- Équipe d'Angleterre -19 ans
- Équipe d'Angleterre -18 ans
- Équipe d'Angleterre de rugby à sept